# 赵基天
赵基天（1913年11月6日—1951年7月31日）北韓诗人，其受苏联社会主义现实主义影响的史诗风格成为1945年后朝鲜诗歌的重要特征。其代表作《长白山》和所著的多部充满战斗热情的诗篇仍在朝鲜产生重要影响，被认为是朝鲜的国家诗人。

## 生平
1913年11月6日，赵基天生于朝鲜咸镜北道会宁郡的贫农家庭，自幼随父亲流亡苏联。按照苏联记载，他出生于俄罗斯双城子附近。1930年赵基天在当地报纸《先锋》上发表过短诗。1931年他计划前往莫斯科求学，但在鄂木斯克的火车站遭到抢劫，身上被洗劫一空的他只好在当地农场工作，后在鄂木斯克国立师范大学就读，1937年毕业。毕业后，赵基天到位于海参崴的朝鲜师范学院讲授世界文学史，同时进行文学创作。在高丽人集体流配中，赵基天随朝鲜师范学院迁往克孜勒奥尔达。1942年至1945年赵基天在苏军中从事政治宣传工作。
1945年朝鲜解放时，赵基天随苏军返回平壤。回到朝鲜的赵基天开始创办朝鲜语报纸，即《朝鲜新闻》的前身，后一面担任编辑，一面从事诗歌创作，努力推进社会主义现实主义的文艺观。1950年在朝鲜解放战争中作为随军作家到前线，为《劳动新闻》撰稿，曾多次被金日成接见。1951年被选为朝鲜文学艺术同盟副委员长，获得二级国旗勋章。同年7月31日赵基天因美军轰炸牺牲，葬于朝鲜爱国烈士陵。赵基天曾被称为“朝鲜的马雅可夫斯基”，而2001年金正日访问俄罗斯时将他称作“朝鲜的普希金”

## 创作
1946年3月，赵基天发表回到朝鲜后的第一首抒情诗《图们江》，回顾了祖国的历史，抒发人民欢庆解放的喜悦心情。此后创作了两部长篇叙事诗、五首抒情叙事诗和几十首抒情诗。抒情叙事诗，长诗，抒情诗描写农民分得土地后的欢乐、工人在劳动竞赛中忘我的劳动热情、人民的和平幸福生活和南朝鲜人民的斗争。其抒情诗《口哨》被改编成歌曲，在南北朝鲜都十分流行。
其代表作是长篇叙事诗《长白山》，全诗分为七章，有序诗和尾诗，以1936年6月4日朝鲜人民革命军攻打普天堡的战役为背景，歌颂了金日成领导的抗日武装斗争。情节紧凑，语言铿锵有力，叙事和抒情结合得较好，这是朝鲜现代诗歌史上第一部长篇叙事诗，为长诗的创作开辟了道路。赵基天认为革命的诗歌应当是“燃烧在人民心中的熊熊烈火”，是“动员人民开赴战场的雷声”。1946年他创作了《朝鲜在战斗》、《在燃烧的街道上》、《我们是朝鲜青年》等一系列诗歌，以凝练、富有节奏感的语言,揭露美国侵略者的罪行,歌颂朝鲜人民反抗侵略、保卫祖国的献身精神。

## 作品
- 《图们江》
- 《长白山》
- 《土地之歌》
- 《生之歌》
- 抒情诗：《秋千》、《口哨》、《垂柳》、《在河堤上》
- 组诗：《战斗的丽水》